# Campeonato Europeo de Saltos de 2015
El IV Campeonato Europeo de Saltos se celebró en Rostock (Alemania) entre el 9 y el 14 de junio de 2015 bajo la organización de la Liga Europea de Natación (LEN) y la Federación Alemana de Natación.
Las competiciones de realizaron en el Centro de Natación Neptun de la ciudad germana.

## Resultados

### Masculino
| Evento                          | Oro                                                 | Plata                                              | Bronce                                                  |
| ------------------------------- | --------------------------------------------------- | -------------------------------------------------- | ------------------------------------------------------- |
| Trampolín 1 m (10.06)           | Matthieu Rosset Francia 433,80 pts.                 | Yevgueni Novosiolov · Rusia · 396,05 pts.          | Oleh Kolodi · Ucrania · 391,10 pts.                     |
| Trampolín 3 m (11.06)           | Matthieu Rosset Francia 476,70                      | Yevgueni Kuznetsov · Rusia · 467,60                | Ilia Zajarov · Rusia · 451,85                           |
| Plataforma 10 m (13.06)         | Martin Wolfram · Alemania · 575,30                  | Viktor Minibayev · Rusia · 541,70                  | Vadzim Kaptur · Bielorrusia · 491,55                    |
| Trampolín 3 m sincro. (12.06)   | Ilia Zajarov · Yevgueni Kuznetsov · Rusia ·         | Ilia Kvasha · Olexandr Horshkovozov · Ucrania ·    | Patrick Hausding · Stephan Feck · Alemania ·            |
| Plataforma 10 m sincro. (14.06) | Patrick Hausding · Sascha Klein · Alemania · 458,10 | Roman Izmailov · Viktor Minibayev · Rusia · 435,84 | Maxym Dolgov · Olexandr Horshkovozov · Ucrania · 430,26 |

### Femenino
| Evento                          | Oro                                                       | Plata                                              | Bronce                                              |
| ------------------------------- | --------------------------------------------------------- | -------------------------------------------------- | --------------------------------------------------- |
| Trampolín 1 m (12.06)           | Tania Cagnotto · Italia · 291,20 pts.                     | Nadezhda Bazhina · Rusia · 279,40 pts.             | Olena Fedorova · Ucrania · 275,40 pts.              |
| Trampolín 3 m (14.06)           | Tania Cagnotto · Italia · 350,20                          | Kristina Ilinyj · Rusia · 334,15                   | Tina Punzel · Alemania · 330,90                     |
| Plataforma 10 m (10.06)         | Yuliya Prokopchuk · Ucrania · 327,50                      | Laura Marino Francia 323,60                        | Noemi Batki · Italia · 323,30                       |
| Trampolín 3 m sincro. (13.06)   | Tania Cagnotto · Francesca Dallapé · Italia · 313,08      | Tina Punzel · Nora Subschinski · Alemania · 302,70 | Nadezhda Bazhina · Kristina Ilinyj · Rusia · 298,50 |
| Plataforma 10 m sincro. (11.06) | Yuliya Timoshinina · Yekaterina Petujova · Rusia · 319,20 | Georgia Ward Robyn Birch Reino Unido 310,74        | Villő Kormos · Zsófia Reisinger · Hungría · 291,72  |

### Mixto
| Evento         | Oro                                                  | Plata                                              | Bronce                                             |
| -------------- | ---------------------------------------------------- | -------------------------------------------------- | -------------------------------------------------- |
| Equipo (09.06) | Nadezhda Bazhina · Viktor Minibayev · Rusia · 406,50 | Maria Kurjo · Patrick Hausding · Alemania · 399,15 | Yuliya Prokopchuk · Ilia Kvasha · Ucrania · 369,10 |

## Medallero
| Núm. | País        | Oro | Plata | Bronce | Total |
| ---- | ----------- | --- | ----- | ------ | ----- |
| 1    | Rusia       | 3   | 6     | 2      | 11    |
| 2    | Italia      | 3   | 0     | 1      | 4     |
| 3    | Alemania    | 2   | 2     | 2      | 6     |
| 4    | Francia     | 2   | 1     | 0      | 3     |
| 5    | Ucrania     | 1   | 1     | 4      | 6     |
| 6    | Reino Unido | 0   | 1     | 0      | 1     |
| 7    | Bielorrusia | 0   | 0     | 1      | 1     |
| 7    | Hungría     | 0   | 0     | 1      | 1     |
|      | TOTAL       | 11  | 11    | 11     | 33    |